# ضياء القرآن في تفسير القرآن
تفسير ضياء القرآن هو تفسير قرآني كتبه محمد كرم شاه الأزهري (1918-1998). وهو عالم سني متخصص في الفقه الحنفي. وكان ينتمي أيضًا إلى الطريقة الصوفية الجشتية. وقد طُبع التفسير في خمسة مجلدات.

## العنوان
في أغلب الأحيان يتم حفظ أسماء النصوص الإسلامية باللغة العربية، حتى لو كان النص بلغة غير عربية. وبناءً على هذه القاعدة الواقعية، أطلق محمد كرم شاه الأزهري على كتابه اسم "ضياء القرآن في تفسير القرآن"، ويشار إليه عادةً باسم " ضياء القرآن".

## طالع أيضًا
- ضياء النبي (1995) (سيرة محمد في سبعة مجلدات)[2]

## روابط خارجية
- تفسير القرآن الكريم[وصلة مكسورة]